# Gustav von Neumann-Cosel
Ferdinand Otto Gustav von Neumann (-Cosel) (* 2. Januar 1819 in Potsdam; † 13. Oktober 1879 in Berlin) war ein preußischer Generalleutnant.

## Leben

### Herkunft
Er entstammte einem ostpreußischen Adelsgeschlecht und war der Sohn des preußischen Generals der Infanterie August Wilhelm von Neumann (1786–1865) und der Amalie von Dresky (1788–1859).

### Militärkarriere
Neumann wurde aus dem Kadettenkorps kommend am 18. August 1836 als Sekondeleutnant dem 2. Garde-Regiment zu Fuß der Preußischen Armee überwiesen. Im weiteren Verlauf seiner Militärkarriere war er als Oberstleutnant vom 30. Oktober 1866 bis 6. Juli 1868 Kommandeur des Füsilier-Regiments Nr. 38. Zwischenzeitlich am 31. Dezember 1866 mit Patent vom 30. Oktober 1866 zum Oberst befördert, wurde Neumann anschließend zum Kommandeur des 4. Garde-Regiments zu Fuß ernannt. Dieses Regiment führte er zu Beginn des Deutsch-Französischen Krieges 1870/71. In der Schlacht bei Gravelotte wurde Neumann schwer verwundet. Nach seiner Gesundung nahm er noch an der Belagerung von Paris teil.
Nach Kriegsende wurde Neumann unter Stellung à la suite seines Regiments am 3. Juni 1871 mit der Führung der 55. Infanterie-Brigade beauftragt, kurz darauf zum Kommandeur ernannt und am 18. August 1871 zum Generalmajor befördert. Am 13. Februar 1874 gab er die Brigade ab und wurde zum Kommandanten von Berlin ernannt. Gleichzeitig war Neumann ab 16. November 1875 mit der Wahrnehmung der Geschäfte des Chefs der Landgendarmerie beauftragt. Am 22. März 1877 zum Generalleutnant befördert, wurde er am 2. November 1878 mit Pension zur Disposition gestellt.

### Familie

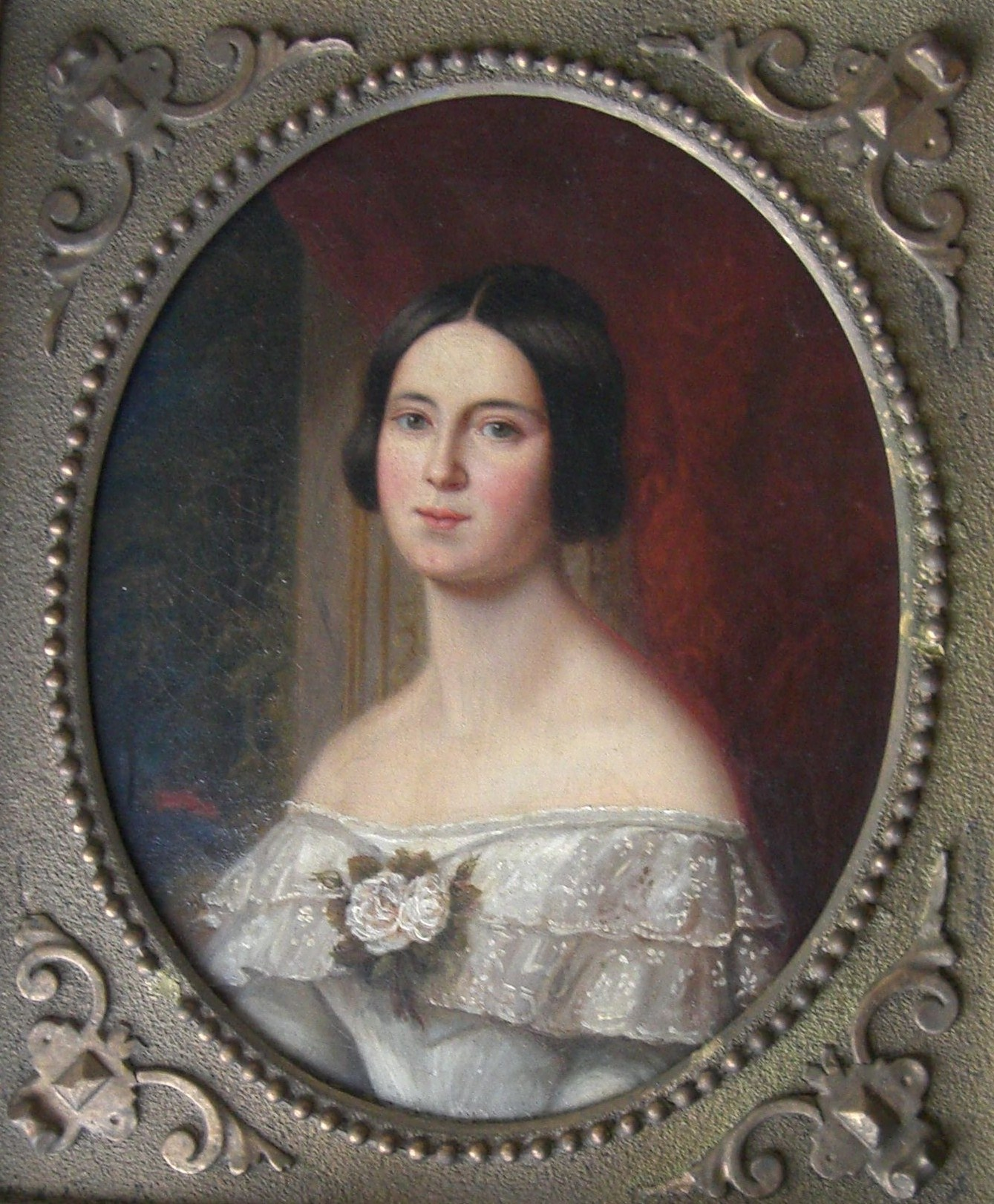
Wanda von Neumann-Cosel,
geb. von Schlemüller

Neumann heiratete am 24. Oktober 1845 in Berlin Wanda von Schlemüller (* 24. September 1824 in Potsdam; † 6. August 1902 in Leistenow). Erst nach seinem Tod erhielten seine Söhne Friedrich (1851–1917) und Gustav von Neumann (1861–1917) die offizielle preußische Genehmigung zur Führung der Namensmehrung „von Neumann-Cosel“, Friedrich am 15. November 1880 und Gustav am 26. Januar 1881.